# Parroquia militar de San Rafael Kalinowski
La parroquia militar de San Rafael Kalinowski es una iglesia situada en Varsovia, la capital de Polonia.
Está dedicada a san Rafael Kalinowski y fue erigida el 21 de enero de 1993.